# Orfelia unicolor
Orfelia unicolor is een muggensoort uit de familie van de Keroplatidae. De wetenschappelijke naam van de soort is voor het eerst geldig gepubliceerd in 1840 door Stæger.